# Jesienna opowieść
Jesienna opowieść (fr. Conte d’automne) – francuski film melodramatyczny z 1998 roku w reżyserii Érica Rohmera. Był to ostatni obraz z cyklu Opowieści czterech pór roku; pozostałe to Opowieść wiosenna (1990), Opowieść zimowa (1992) i Opowieść letnia (1996).

## Opis fabuły
Małe miasteczko na południu Francji. 45-letnia Magali jest właścicielką winnicy, która straciła męża, a dzieci odjechały w świat. Jej przyjaciółka Isabelle wpada na pomysł, by wykorzystać ślub swojej córki do wyswatania jej. Podając się za nią, zamieszcza ogłoszenie matrymonialne. Z tym samym pomysłem wychodzi Rosine, koleżanka syna Magali. Obie znajdują ciekawych kandydatów.

## Obsada
- Marie Rivière – Isabelle
- Béatrice Romand – Magali
- Alain Libolt – Gérald
- Didier Sandre – Étienne
- Alexia Portal – Rosine
- Stéphane Darmon – Léo
- Aurélia Alcaïs – Émilia
- Matthieu Davette – Grégoire
- Yves Alcaïs – Jean-Jacques

## Nagrody i nominacje
MFF w Wenecji 1998
- Złota Osella za najlepszy scenariusz: Eric Rohmer (wygrana)
- Nagroda im. Sergio Trasattiego – wyróżnienie specjalne: Eric Rohmer (wygrana)